# Нурдфельдт, Кристоффер
Бу Кристоффер Ну́рдфельдт (швед. Bo Kristoffer Nordfeldt; род. 23 июня 1989, Стокгольм) — шведский футболист, вратарь шведского клуба АИК.

## Карьера
Начал карьеру в «Броммапойкарне», клубе известном своей системой подготовки молодёжи, но никогда до 2007 года не выступавшем в Аллсвенскан. В 2006 году переведён в основную команду, выступавшую в том году в Суперэттан. В том сезоне, как и в следующем, проведенном в Аллсвенскан, не провел ни одного матча.
По итогам сезона 2007 года, «Броммапойкарна» вылетела в Суперэттан, и оба основных голкипера, Маттиас Аспер и Кристоффер Бьорклунд, покинули клуб. Таким образом Нурдфельдт стал игроком основы, добившись в сезоне 2008 вместе с клубом возвращения в высший дивизион Швеции. В этом сезоне провёл 29 игр, пропустил 27 мячей и отстоял 12 матчей «на ноль». В начале 2009 года подписал новый контракт с «Броммапойкарной», рассчитанный до 2012. Сезон 2009 его клуб завершил на 12 месте, спавшись от вылета, провёл 21 матч, пропустив 31 мяч и записав в свой актив 6 матчей без пропущенных мячей.
6 марта 2012 года, отклонив предложение «Ливерпуля» подписал контракт сроком на три с половиной года с нидерландским «Херенвеном».
23 июня 2015 года перешёл в валлийский клуб «Суонси Сити».

## Карьера в сборной
С 2008 по 2010 провёл 16 игр за молодёжную сборную Швеции. В отборочном турнире к молодёжному чемпионату Европы провёл все 8 игр в квалификации и 2 матча плей-офф, пропустив 10 мячей.
22 января 2011 Нурдфельдт дебютировал за национальную сборную.